# Tjärnmyrtjärnen (Degerfors socken, Västerbotten, 715232-166635)
Tjärnmyrtjärnen är en sjö i Vindelns kommun i Västerbotten och ingår i Umeälvens huvudavrinningsområde. Tjärnmyrtjärnen ligger i Vindelälven Natura 2000-område.